# Мексиканский волк
Волк мексиканский (Canis lupus baileyi) — один из малых подвидов североамериканского серого волка. Масса тела взрослой особи — от 23 до 41 килограммов, длина тела — от 1,4 до 1,7 метра, рост — от 66 до 81 сантиметров.
Окрас у мексиканского волка серый или темно-серый. Мексиканский волк питается оленями, лосями, большерогими баранами, вилорогими антилопами, кроликами, дикими свиньями и грызунами. В 1960 году был убит последний известный мексиканский волк, обитающий в природе. С 1990-х годов действует мексиканская программа по восстановлению численности популяции мексиканского волка в пределах ранее существовавших мест обитания.
Бесконтрольный отлов и охота на мексиканского волка привели к тому, что 50 лет назад этот хищник был почти полностью истреблен. В конце 1970-х годов биологи отправились на поиски волков, но смогли насчитать по всей Мексике четырех самцов и обнаружили одну беременную самку.
В мексиканском Музее пустыни в Сальтильо резвятся щенки мексиканского волка. Это редкий подвид, поэтому каждый помёт – важное событие. Волчата родились в апреле 2020 года.